# Скандинавистика
Скандинави́стика, скандинавские исследования — междисциплинарная область, комплекс научных дисциплин, комплекс общественных наук, изучающих экономическую, общественно-политическую и культурную (в том числе языки, литературу, фольклор, историю, религию и мифологию) жизнь Скандинавии (Швеция, Норвегия, Дания, Исландия, Фарерские острова) и других населённых скандинавами территорий (Аландские, Оркнейские острова, Эстерботния, Гренландия, отдельные штаты США); преимущественно — скандинавские языки и древнескандинавскую письменность; в узком смысле — языки и литературу скандинавских народов. Исследования собственно национальной истории, экономики, философии, литературы, проводимые учёными скандинавских стран, не входят в понятие скандинавистики.
В XVI—XVII веках началось собирание рукописей и составление сводов древнескандинавских рунических надписей. Интерес к скандинавским исследованиям в Западной Европе начался в XVII — начале XVIII века, в России — с середины XVIII века, в Соединённых Штатах — в первой половине XIX века. В самой Скандинавии основы скандинавистики были заложены в XVIII веке шведским учёным Ю. Ире.

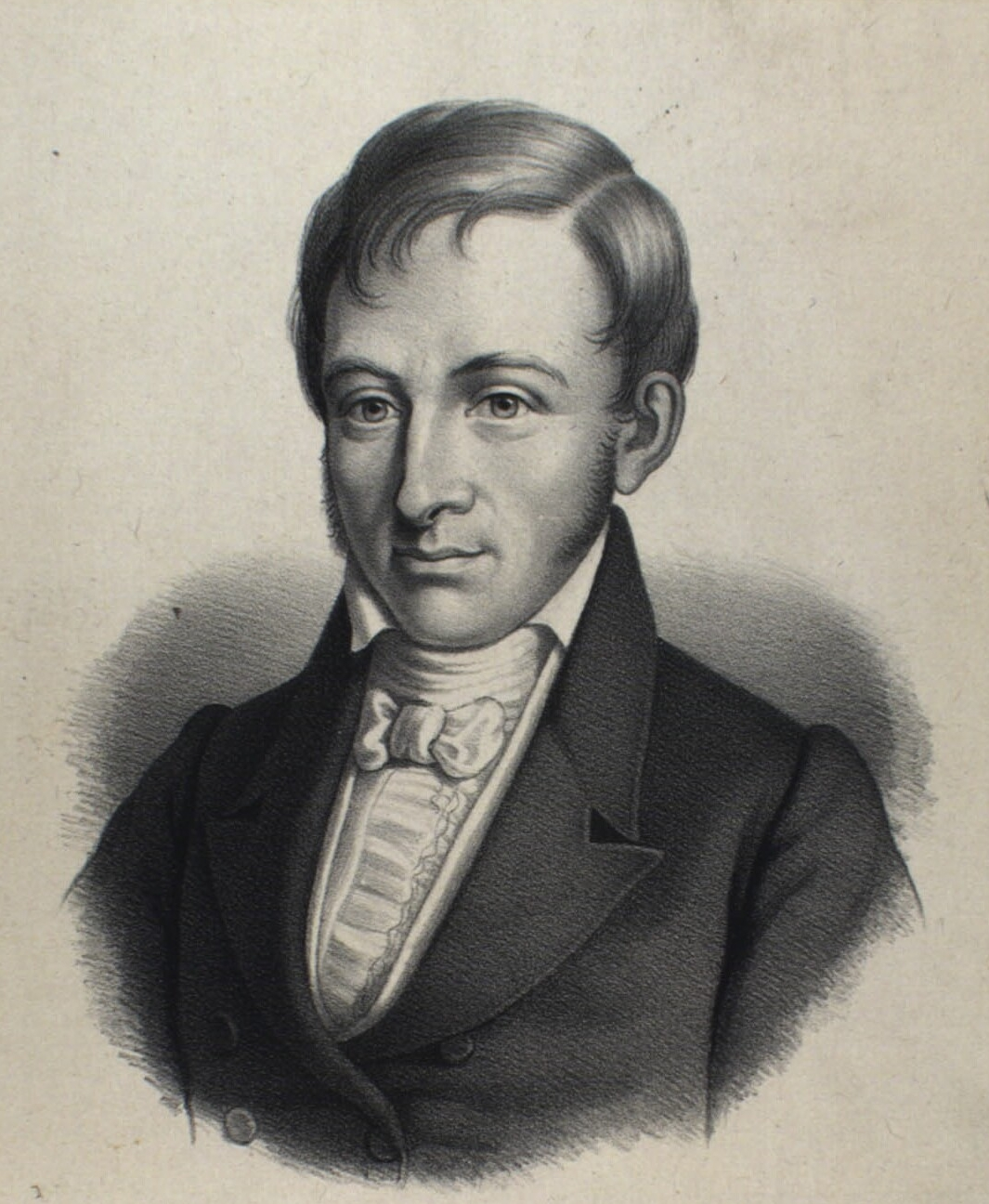
Расмус Раск

В начале XIX века сформировался сравнительно-исторический метод, который лёг в основу научной скандинавистики. Важную роль в этом процессе сыграли работы Расмуса Раска, которые привлекли внимание к изучению древнеисландского языка. До 1830-х — 1840-х годов в рамках скандинавистики преобладали географические описания и труды на темы истории внешнеэкономических и культурных связей Скандинавии с остальной Европой. В числе таких работ значимы труды французских авторов П. А. Малле, Ж. П. Г. Катто-Кальвиля, голландского исследователя Э. И. Потгитера, итальянского исследователя Дж. Ачерби и др. Начиная с 1830-х годов усилилось филологическое направление, в Германии представленное Якобом Гриммом, в Дании — Расмусом Раском и др. Расцвет его пришёлся на последнюю треть XIX века: в Германии значимы К. Маурер, в Дании — А. Ольрик, в Норвегии — Софус Бугге, И. Фрицнер, в Швеции — А. Г. Нурен, в Великобритании — исландец Гудбрандур Вигфуссон, в России — И. Н. Лобойко, Я. К. Грот.
Со второй половины XIX века складывается ряд общих для скандинавистов всех стран проблем, включающих изучения рун, саг, скальдической поэзии, мифологии. Более существенное место заняло исследование истории. Историко-географическим направлением в XIX веке во Франции занимались К. Мармье и Ж. Ж. Ампер, в Великобритании — Р. Джеймсон и Д. Д. Форбс. В России в рамках исторической скандинавистики в XIX — начале XX веков работали Г. В. Форстен, К. Ф. Тиандер, Ф. А. Браун и др. Во второй половине XIX — первой половине XX века высокого уровня достигли сравнительно-исторические исследования скандинавских языков; свои грамматики издали Адольф Нурен, Элиас Вессен, П. Скаутруп и др. В это время как особой дисциплина в рамках скандинавистики была выделена рунология, что отражаено в работах таких авторов, как Л. Виммер, К. Марстрандер, Софус Бугге, О. фон Фрисен и др. Были созданы наиболее полные словари древнеисландского языка, включая исландско-английских словарь Гудбрандура Вигфуссона и исландско-датский словарь И. Фрицнера. Вышло большое число изданий древнескандинавских письменных памятников.
С конца XIX века наблюдается рост интереса к современной скандинавской литературе. С начала 1920-х годов скандинависты больше, чем раньше, внимания уделяют современным скандинавским языкам. Исследование современных скандинавских языков обусловлено в том числе языковым движением в Скандинавии: В. У. Хаммершаймб в середине XIX века создал письменную форму фарерского языка, в Норвегии велась борьба за единый литературный язык и др.
В 1930-х годах в скандинавистике начались социально-экономические исследования. Филологическая скандинавистика конца XIX — первой трети XX века представлена: в Германии — Г. Лайнбургом, П. Швейцером, Р. Хейнцелем, Э. Могком, А. Хойслером, Р. Мейснером, Г. Неккелем, в Бельгии — А. Бле, Ф. Детоландером, А. Ложманом, в Великобритании — Б. Филпотсом, В. А. Крейги, В. П. Кером, во Франции — А. Жоливе, Ф. Моссе, в Голландии — Р. К. Боером, Я. де Фрисом, в Дании — В. Грёнбеком, в Швеции — Э. А. Кокком, в Норвегии — К. Листелем. В 1920-е — 1930-е годах были заложены основы скандинавистики в СССР, в том числе В. А. Бримом, E. A. Рыдзевской, А. И. Смирницким, Я. Е. Сегалом, преимущественно в сферах филологии и истории.
После Второй мировой войны в скандинавистике произошло усиление общественно-политического направления, представленного в Великобритании — Т. Дерри, Э. О’Деллом, в США — В. Вальгреном, В. Вуориненом, К. Л. Лундином, В. Бреденом Муном, в ФРГ — В. Губачом, В. Харпе и др. В филологической сфере скандинавистики значимы такие авторы, как во Франции — Э. Симон, Л. Мюссе, М. Гравье, в Великобритании — Э. О. Г. Тёрвилл-Питер, в ГДР — Л. Магон, B. Бетке, Б. Кресс, в ФРГ — X. Кун, Э. Гутенбруннер, В. Краузе, в Италии — М. Сковаччи, в Бельгии — А. Болькманс, в США — Э. Хауген, А. М. Стёртевант, К. Мэлон, П. М. Митчелл, Т. М. Андерсон, Л. М. Холландер, в Швеции — Э. Вессен, в Дании — О. Виддинг, в Норвегия — М. Ульсен, К. Листель, Ф. Поске. Исследования в области скандинавской филологии и истории были начаты в Польше, в том числе Л. Кочи, С. Пекарчиком, Г. Лабудой, А. Шульцом и в Чехословакии — Р. Кейзларом, Й. Михлем.
Филологической скандинавистикой занимался ряд советских учёных, включая С. Д. Кацнельсона, Э. А. Макаева, А. И. Смирницкого, В. Г. Адмони, В. П. Неустроева, С. С. Маслова-Лашанскую, В. П. Беркова. Существенный вклад в развитие направления внёс М. И. Стеблин-Каменский, который в 1958 году основал кафедру скандинавской филологии в ЛГУ. Ряд советских учёных занимался исторической скандинавистикой, включая И. П. Шаскольский, В. В. Похлебкин, А. С. Кан, Г. А. Некрасов, А. Я. Гуревич, А. А. Сванидзе. Основное внимание советская скандинавистика уделяла изучению социальных, внешнеполитических и культурных вопросов, связанных со Швецией. В меньшей степени была затронута история Норвегии, Дании и Исландии.
С целью координировать скандинавские исследования в 1964 году была учреждена Международная ассоциация по изучению Скандинавии (International Association for Scandinavian Studies, IASS), международная организация по исследованию скандинавской литературы, скандинавской культуры и скандинавских языков. Печатным органом IASS является журнал Scandinavica, издаваемый с 1962 года, первым редкатором которого был Элиас Бредсдорф. Раз в два года организация проводит международную конференцию в разных скандинавских и нескандинавских странах.
В 1978 году вышла книга «Древняя Русь и Скандинавия», представляющая собой издание архивных материалов погибшей во время блокады Ленинграда первой советской скандинавистки E. A. Рыдзевской. В позднесоветское и постсоветское время скандинавские исследования были продолжены Т. Н. Джаксон, Е. А. Мельниковой.